# So ein Flegel
So ein Flegel (Verweistitel Abenteuer eines Doppelgängers, teils auch Der Flegel) ist eine deutsche Verwechslungskomödie des Regisseurs Robert A. Stemmle aus dem Jahr 1934. Die Filmkomödie ist die erste Verfilmung des Romans Die Feuerzangenbowle von Heinrich Spoerl. Heinz Rühmann spielt wie in der Version von 1944 die Hauptrolle. Tragende Rollen sind mit Ellen Frank, Inge Conradi, Annemarie Sörensen, Jakob Tiedtke, Else Bötticher und Oskar Sima besetzt.
Uraufgeführt wurde der Film am 13. Februar 1934 im Berliner Ufa-Theater Kurfürstendamm. 

## Handlung
Dr. Hans Pfeiffer, ein erfolgreicher Theaterschriftsteller, schreibt gerade ein neues Bühnenstück, das in einer Schule spielt. Da er selbst eine solche nie von innen gesehen hat, weil er von Privatlehrern unterrichtet worden ist, kommt ihm die Idee, seinen jüngeren Bruder Erich zu besuchen, der in der kleinen Stadt Mittelbach das Gymnasium besucht. Erich ist trotz seiner 22 Jahre ein arger Flegel. Seit dem Tod der Eltern hat Hans die Verantwortung für ihn getragen.
Obwohl die Brüder sich vom Aussehen her wie ein Ei dem anderen gleichen, unterscheiden sie sich im Wesen sehr voneinander. Während Hans äußerst gewissenhaft ist und das Leben und seine Arbeit sehr ernst nimmt, fehlt Erich dieser Wesenszug fast vollständig, er hat oft Unsinn im Kopf und ist im Gegensatz zu seinem vergeistigten Bruder eher praktisch veranlagt. Am Gymnasium ist er im Grunde fehl am Platz, was auch dadurch bestätigt wird, dass er bereits dreimal sitzengeblieben ist.
Gerade als Hans seinen Bruder in Mittelbach aufsuchen will, ist Erich aus Angst vor Bestrafung durch seinen humorlosen Lehrer Professor Crey unterwegs zu Hans nach Berlin, sodass sich die Reisen der Brüder überschneiden. Und so kommt es, wie es kommen muss: Erich sieht sich in die Rolle seines schriftstellernden Bruders gedrängt, während dieser sich damit konfrontiert sieht, dass man ihn in Mittelbach für seinen flegelhaften Bruder Erich hält. Nach lauwarmen Versuchen, das Missverständnis aufzuklären, fügt Hans sich in diese Rolle und sitzt sogleich eine fünfstündige Strafe für Erich im Karzer ab. Natürlich ist dieser Rollentausch für keinen der Brüder einfach, da sie immer wieder in Situationen geraten, in denen sie sich nur schwer zurechtfinden. Am Ende gelingt es ihnen jedoch, sich in der Welt des jeweils anderen einzurichten und sogar einzuleben. Beiden tut diese Veränderung gut, Hans, weil er etwas von seiner Ernsthaftigkeit verliert und Erich, der sich plötzlich mit den Anforderungen des Erwachsenenlebens konfrontiert sieht, weil er seine leichtfüßige Sorglosigkeit ein wenig einbüßt. Und das Liebesleben beider entwickelt sich ebenfalls positiv. Hans verliebt sich in die lebenslustige Rektorstochter Eva Knauer, auf die auch Professor Crey ein Auge geworfen hat, und Erich erobert die schüchterne Sekretärin Ilse Bundschuh.
Beendet wird die Posse der Brüder dadurch, dass die Schauspielerin Marion Eisenhut, die Exgeliebte von Hans, in Mittelbach auftaucht und dem Rollenspiel von Hans und Erich ein Ende setzt. Nachdem die Premiere von Hans’ Theaterstück „Zwischen Sekunda und Prima“ in Berlin vom Publikum bejubelt worden ist, treten die Brüder vereint vor den Vorhang. Auch Erich hat nun mit dem Schülerleben abgeschlossen, gemeinsam mit Ilse will er das Textilgeschäft ihrer Mutter übernehmen und zum Erfolg führen.

## Produktion

### Produktionsnotizen
Felix Pfitzner produzierte den Film für die Cicero-Film GmbH, Berlin. Gedreht wurde vom 27. November bis Mitte Dezember 1933 im Efa-Atelier in Berlin-Halensee, also in gerade einmal drei Wochen. Ein Grund dafür war auch der volle Terminplan Rühmanns, der 1934 in immerhin sechs Filmen die Hauptrolle spielte. Wie seinerzeit üblich im deutschen Film verzichtete man vollständig auf Außenaufnahmen, auch die Straßenszenen entstanden sämtlichst im Atelier. Dadurch war man unabhängig von Wetter- und Lichtverhältnissen, was Zeitverluste ersparte. Auch das routinierte Team um Regisseur Robert A. Stemmle und den versierten Kameramann Carl Drews trug dazu bei, dass eine so kurze Drehzeit ausreichend war.
Die Bauten gehen auf Erich Czerwonski zurück. Hans Grimm war für den Ton verantwortlich, das Tonsystem stammte von Tobis-Klangfilm. Der Erstverleih erfolgte durch Neues Deutsches Lichtspiel-Syndikat (NDLS), Berlin. Das Originalnegativ des Films wurde im Zweiten Weltkrieg zerstört. Einige beschädigte Kopien konnten gerettet werden, woraus dann die jetzt vorliegende Fassung rekonstruiert werden konnte.

### Vorlage
Hans Reimann variiert die Geschichte der Vorlage Die Feuerzangenbowle deutlich und das nicht nur, weil eine solche Bowle im Film gar nicht vorkommt. Im Roman selbst ist das gehaltvolle Getränk ursächlich dafür, dass Dr. Hans Pfeiffer, der von Hauslehrern erzogen wurde, herausfinden möchte, wie es ist, ein Schüler unter vielen zu sein. In dieser Version dagegen stellt Rühmann die Brüder Pfeiffer dar, die ihre Rollen tauschen. Der Theaterautor geht auf die Schule seines Bruders, während der jüngere Bruder an der Premiere des neuen Stückes im Theater mitwirkt. Einige prägnante Schulszenen, wie beispielsweise Oberlehrer Bömmels unorthodoxe Methode, die Funktion der Dampfmaschine zu erklären, sind auch in dieser Version enthalten, wohingegen die vorgetäuschte Betrunkenheit der Schüler in der Chemiestunde fehlt, ebenso wie Professor Creys schnarrender Befehl: „Sätzen Sä sich!“ Ersatz wird geschaffen durch die im Roman nicht enthaltene Szene der witzig-nostalgischen Tanzstunde. Im Finale des Filmes stehen die Brüder am Premierenabend gemeinsam im Theater auf der Bühne, ein für das Jahr 1934 bemerkenswerter filmtechnischer Trick.
Auch wenn So ein Flegel der Handlung der Vorlage nicht immer folgt, trug der Film doch nicht unerheblich zum Erfolg des Buches bei. Heinrich Spoerl stand seinerzeit am Anfang seiner Karriere als Schriftsteller und verdiente in seiner Funktion als Anwalt mehr schlecht als recht den Lebensunterhalt für seine Familie. Der Kinofilm bot dem Autor eine bessere Vermarktung seines Werkes. Es entsprang Spoerls Vorschlag, seinen Roman Die Feuerzangenbowle mit dem Zusatz zu versehen: „Dies ist der Roman, nach welchem der Film So ein Flegel mit Heinz Rühmann gedreht wurde.“ Das Buch verkaufte sich mit den Jahren immer besser. Zu der Verfilmung von 1944 schrieb Spoerl dann selbst das Drehbuch. Zu dieser Zeit war er schon einer der beliebtesten Schriftsteller des Landes.

## Rezeption

### Freigabe und Veröffentlichung
Den Film traf am 25. Januar 1934 ein Jugendverbot, was unweigerlich Gewinneinbußen nach sich zog. Im Verbot aufgeführte Gründe waren „Gefährdung der öffentlichen Ordnung und Sicherheit“, „Verletzung des religiösen oder sittlichen Empfindens“ und „Beschädigung des deutschen Ansehens“. Im Dritten Reich unterstand die Zensurbehörde dem Reichsministerium für Volksaufklärung und Propaganda unter Joseph Goebbels, dessen Untergebene verweigerten dem Film seinerzeit die unbeschränkte Freigabe. Die Filmhandlung stand in krassem Widerspruch zum nationalsozialistischen Anspruch an eine Lehranstalt. Nach Ansicht der Zensoren wurde die staatliche Institution Schule der Lächerlichkeit preisgegeben, die deutsche Jugend durfte mit so etwas nicht konfrontiert werden.
Der am 13. Februar 1934 uraufgeführte Film kam am 3. April 1953 unter dem Titel Abenteuer eines Doppelgängers ins Kino der Deutschen Demokratischen Republik und lief am 2. September 1958 erstmals im Programm des Senders DFF 1. Unter dem Titel Sikken en Laban wurde er am 1. August 1935 in Dänemark veröffentlicht. Der Film trägt den internationalen Titel Such a Boor.
Am 18. Oktober 2004 veröffentlichte die Universum Film GmbH So ein Flegel auf DVD. 2005 war er als zweiter Film Teil der von De Agostini herausgegebenen Reihe Die großen deutschen Filmklassiker. Bestandteil der Veröffentlichung auf DVD ist ein 16-seitiges Magazin mit zahlreichen Informationen zum und über den Film.

### Filmkritik
„Nach langer Zeit endlich mal ein nettes, deutsches Lustspiel […]. Der Autor-Regisseur R. A. Stemmle ist hier in seinem Element; denn das Schulmilieu hat er bühnenmäßig schon einmal mit umgekehrten Vorzeichen in seinem Stück ‚Kampf um Kitsch‘ getroffen. Nichts Muffiges haftet dieser Verwechslungsgeschichte an; selten waren Heinz Rühmann, Annemarie Sörensen, Rudolf Platte und Oscar Sima [sic] so locker, leicht und beschwingt. Zuweilen recht stark auf reinen Unfug gestellt, lacht man ehrlich über diesen kurzweiligen Film […].“

„Mit treffender Milieukomik ausgestatteter Vorgänger der Feuerzangenbowle, in der ein Bühnenschriftsteller entgangene Pennälererlebnisse nachholt: Die Ähnlichkeit mit seinem Bruder stempelt den Autor vorübergehend zum Oberprimaner, während dieser in die Rolle des Schriftstellers schlüpft. Heinz Rühmann in einer gut gespielten Doppelrolle.“

Der Autor und Kritiker Karlheinz Wendtland stellte fest, dass dies „der erste Versuch“ gewesen sei, einen „so erfolgreichen Film wie ‚Die Feuerzangenbowle‘ (Deutschland 1944) zustande zu bringen“. Auch er sei schon mit Heinz Rühmann, jedoch in einer Doppelrolle, besetzt gewesen, der sowohl als erfolgreicher Schriftsteller Dr. Hans Pfeiffer, als auch als dessen bereits dreimal sitzengebliebener Bruder Erich agiere. Wendtland befand, dass die spätere Fassung aus dem Jahr 1944 „viel mehr von den Möglichkeiten des Spoerl’schen Buches Gebrauch“ mache, in dieser Version bleibe „alles im Ansatz, aber auch um eine Figur bereichert“, die „später fehl[e], nämlich den Tanzlehrer“. Weiter führte Wendtland aus: „Aus dieser Chargenrolle machte Rudolf Platte ein Kabinettstück parodistischer Darstellungskunst. Ein gutes Ensemble mit dem Star Heinz Rühmann brachte dem Film damals einen großen Publikumserfolg, der sicherlich Anlaß für die spätere Neuverfilmung war. Auf die von Harald Böhmelt für den Film komponierte Melodie wurde übrigens bis zum Kriegsende in Abwandlung des Textes ‚In der Nacht, da gib’ acht, der Luftschutz!‘ gesungen. [Anm. Originaltext: In der Nacht, da gib acht, die Liebe!] Ja, Melodien lebten damals durch den Tonfilm.“
In De Agostinis Filmmagazin „Die großen Filmklassiker“ heißt es auf Seite 4 zum Rollentausch der Brüder Pfeiffer: „Dass der Rollentausch beim Zuschauer nicht für Verwirrung sorgt, ist Heinz Rühmanns hoher Schauspielkunst zu verdanken. Er wechselt nicht nur Kleidung und Frisur, sondern sein ganzes Wesen. Und so kommt nie ein Zweifel auf, wen man gerade vor sich hat, Hans oder Erich.“
Jens Wiesner, freier Autor beim Stern, war der Ansicht, „dummerweise“ habe der weitere Verlauf der Handlung „mit dem Klassiker, der Jahr um Jahr die Hörsäle fülle, nicht mehr viel zu tun“, da der Regisseur „der neu hinzu erfundenen Nebenhandlung am Theater viel zu viel Raum“ einräume. Zwar gebe es die Lehrer Bömmel, Crey und Knauer noch – aber ihnen „fehle einfach der Witz und die Wärme im Vergleich zur Fassung von ’44“. Das werde „am besten sichtbar“ in der „ikonischen Szene über die ‚Dampfmaschine‘, die es auch in diese Fassung geschafft“ habe, aber im Vergleich „seltsam blutleer“ wirke. Auch sei Rühmann selbst „zehn Jahre später einfach besser; die Blicke schelmischer, spitzbübischer und doch stets gespickt mit dieser leisen Sehnsucht eines Mannes nach der Kindheit, die er nie hatte“.